# Hans-Martin Helbich
Hans-Martin Helbich (* 17. April 1906 in Niederfüllbach; † 8. März 1975 in Berlin) war ein deutscher evangelischer Theologe und Generalsuperintendent des Sprengels I der Evangelischen Kirche Berlin-Brandenburg.

## Leben
Helbich war Sohn des Pfarrers Paul Helbich. Er studierte Theologie in Erlangen, Greifswald und Tübingen und trat in den Pfarrdienst der Evangelisch-lutherischen Kirche in Bayern ein. Als Stadtvikar in Nürnberg wurde er 1934 von den nationalsozialistischen Machthabern verhaftet und seines Amtes enthoben. 1935 nahm er seine Arbeit als Pfarrer in Bad Steben wieder auf. 1943 wurde er Landesjugendpfarrer der Evangelisch-lutherischen Kirche in Bayern, 1947 auch Leiter der Landesjugendpfarrerkonferenz Deutschlands. Er beteiligte sich am Aufbau des Evangelischen Jugendwerks und arbeitete in der gesamtdeutschen und ökumenischen Jugendarbeit mit. Helbich war Begründer und erster Herausgeber der Mitarbeiterzeitschrift für die Jugendarbeit „Das Baugerüst“ und gab mehrere Jahre die Jugendzeitschrift „Hand in Hand“ heraus.
1956 wurde Helbich Dekan in Coburg. Der Berlin-Brandenburgische Bischof Otto Dibelius rief ihn 1961 als Generalsuperintendent für den Sprengel I nach West-Berlin. Helbich trat stets für die Einheit der Evangelischen Kirche in Berlin-Brandenburg ein. Durch ein zweistündiges Gespräch mit Nikita Chruschtschow konnte er 1963 Einfluss auf den positiven Verlauf der Passierschein-Gespräche nehmen.

## Auszeichnungen
Helbich war Ehrendoktor der Theologischen Fakultät der Universität Erlangen (1963) und Träger des Großen Verdienstkreuzes der Bundesrepublik Deutschland (1973) sowie des Bayerischen Verdienstordens (1965). In Berlin-Buckow wurde die Hans-Martin-Helbich-Siedlung nach ihm benannt.

## Veröffentlichungen (Auswahl)
- Der Glaube im Kreuzverhör. Antworten für fragende Menschen unserer Zeit, Berlin 1941.
- Geborgen in allen Ängsten. Gedanken zum Vater Unser, Berlin 1945.
- Die nächsten Schritte. Konfirmanden unter sich, Gütersloh 1961.
- Wozu eigentlich? Gedanken eines Vaters zur Konfirmation, Gütersloh 1962.
- Dienst und Leben des Pfarrers im Lichte des Wortes Gottes, Berlin 1963.
- Erfahrungen. Analysen. Konsequenzen. Notizen aus der Arbeit des Generalsuperintendenten von Westberlin und seiner Mitarbeiter, Gunzenhausen 1965.
- Mach' dir mit'm lieben Jott bekannt. Berliner Humor, ernst genommen, Berlin 1965.
- Wie ein Traum. Merk-würdige Begegnungen, Berlin 1970.
- als Hrsg.: Rembrandt legt die Bibel aus. Zeichnungen und Radierungen aus dem Kupferstichkabinett der Staatlichen Museen Preußischer Kulturbesitz Berlin, Berlin 1970.
- Katechismus '74. Die unaufgebbaren Mandate des christlichen Glaubens, München 1973.
- Von Hitler bis Chruschtschow. Merk-würdige Begegnungen eines Christen, Berlin 1974.
- Zehn Zeichen Gottes. Die Gebote für unsere Tage, Berlin 1982.